# Torhaus (Illereichen)

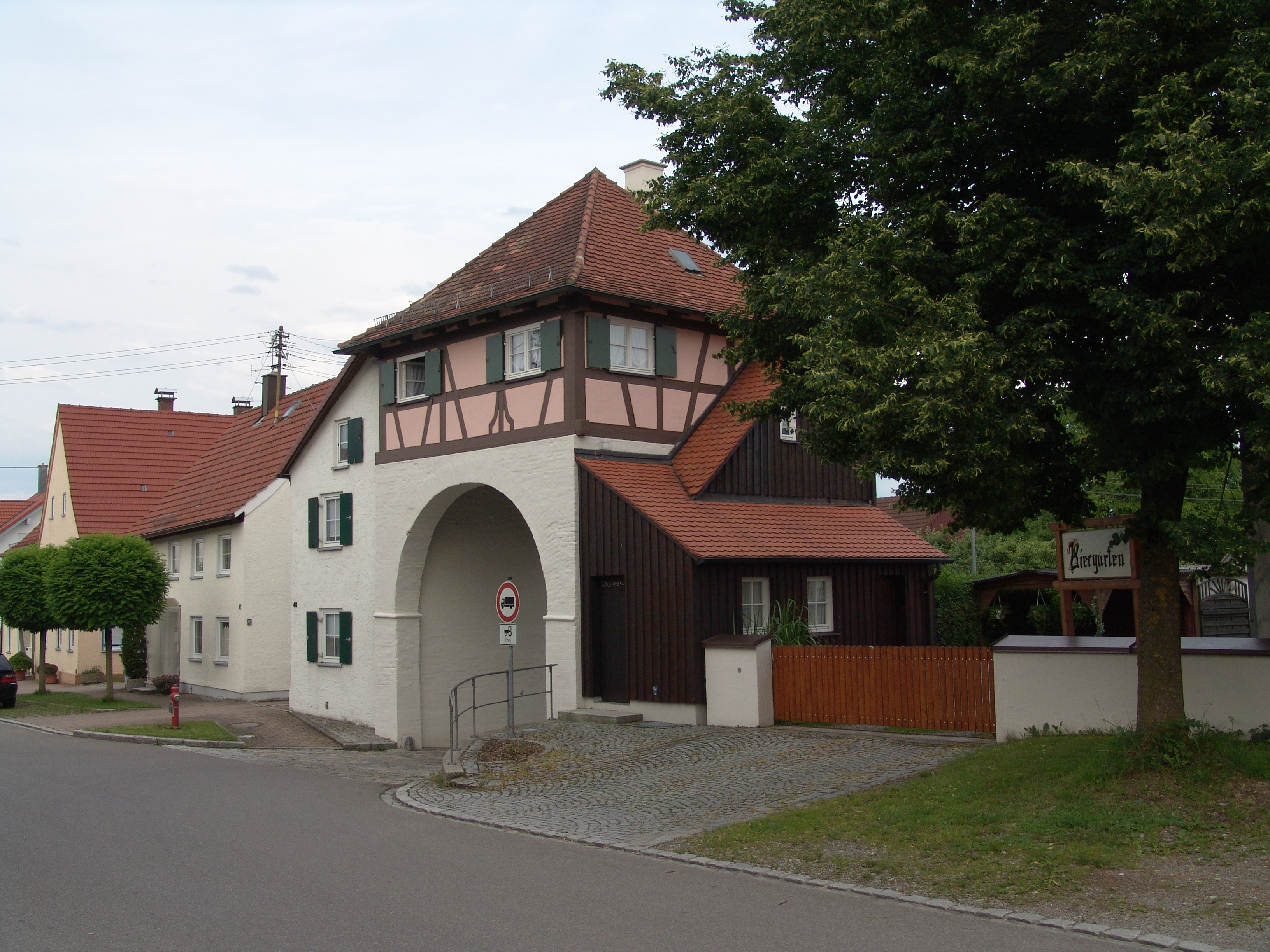
Torhaus in Illereichen

Das Torhaus in Illereichen, einem Gemeindeteil von Altenstadt im Landkreis Neu-Ulm in Bayern, wurde im 16. Jahrhundert errichtet. Das Torhaus an der Marktstraße 38, an der Einmündung der Straße von Altenstadt in die Marktstraße, ist ein geschütztes Baudenkmal.

## Beschreibung
Der quadratische Ziegelbau mit großer rundbogiger Durchfahrt besitzt ein Fachwerkobergeschoss mit Zeltdach. An der westlichen Seite befindet sich ein erneuerter hölzerner Aufgang.